# Grötsjön, Halland
Grötsjön är en sjö i Laholms kommun i Halland och ingår i Lagans huvudavrinningsområde. Sjön är 7,5 meter djup, har en yta på 0,412 kvadratkilometer och är belägen 103,3 meter över havet. Vid provfiske har abborre, gädda och mört fångats i sjön.

## Delavrinningsområde
Grötsjön ingår i det delavrinningsområde (625879-134535) som SMHI kallar för Inloppet i Oxhultasjön. Medelhöjden är 107 meter över havet och ytan är 48,99 kvadratkilometer. Räknas de 2 avrinningsområdena uppströms in blir den ackumulerade arean 101,04 kvadratkilometer. Smedjeån som avvattnar avrinningsområdet har biflödesordning 2, vilket innebär att vattnet flödar genom totalt 2 vattendrag innan det når havet efter 37 kilometer. Avrinningsområdet består mestadels av skog (55 procent), öppen mark (12 procent) och jordbruk (20 procent). Avrinningsområdet har 0,75 kvadratkilometer vattenytor vilket ger det en sjöprocent på 1,5 procent. Bebyggelsen i området täcker en yta av 0,69 kvadratkilometer eller 1 procent av avrinningsområdet.